# Světové dědictví (Česko)

Znak světového dědictví

Česká republika patří mezi státy s největší koncentrací památek světového dědictví (v přepočtu množství km2 rozlohy státu na jednu památku UNESCO) v Evropě. V současné době má Česko na Seznamu světového kulturního a přírodního dědictví zapsáno celkem 17 památek hmotného charakteru, z toho 16 kulturních a jednu přírodní (Jizerskohorské bučiny). Některé z kulturních památek jsou sdíleny v rámci nadnárodních sériových památek světového dědictví. Patří mezi ně Západočeský lázeňský trojúhelník jakožto součást Slavných lázeňských měst Evropy, Hornická krajina Krušnohoří sdílená s Německem a Jizerskohorské bučiny sdílené s dalšími 17 zeměmi v rámci památky Původní bukové lesy Karpat a dalších oblastí Evropy. Jedinými kraji České republiky, které dosud nemají jediný hmotný zápis na seznamu UNESCO, jsou kraje Plzeňský, Moravskoslezský a Královéhradecký.
Mezi památky světového dědictví náleží rovněž památky nehmotného charakteru zapsané na Reprezentativním seznamu nemateriálního kulturního dědictví lidstva. Na tomto seznamu má Česká republika aktuálně devět položek.
Jako světové dědictví se označují nejrůznější kulturní a přírodní památky po celém světě, které byly pro svou unikátnost vybrány organizací UNESCO a přijaty na Seznam světového dědictví. Na tomto seznamu se nacházejí nejrůznější budovy, hory, jezera, národní parky i celá města. Podle Úmluvy o ochraně světového kulturního a přírodního dědictví z roku 1975 jsou smluvní státy, na jejichž území se dané památky nachází, zavázány jejich ochranou.

## Přístup Česka k UNESCO
Samostatná Česká republika se po rozdělení Československa od 1. ledna 1993 stala oficiálním členem UNESCO s účinností od téhož data, přičemž takzvaně sukcedovala do všech úmluv UNESCO, jejichž stranou bylo bývalé Československo, které přijalo Úmluvu o ochraně světového kulturního a přírodního dědictví již 15. února 1991. Bývalá Československá republika ovšem také patřila mezi 37 původních zakládajících členů, kteří na konferenci v Londýně dne 16. listopadu 1945 přijali Ústavu UNESCO, jež vstoupila v platnost dne 4. listopadu 1946 po ratifikaci prvními 20 státy, mezi nimiž Československo opět nechybělo. Česká republika oficiálně vstoupila do UNESCO dne 22. února 1993. Prvními památkami Světového dědictví UNESCO na území České republiky (tenkrát ještě Československé federativní republiky) se staly na 16. zasedání Výboru pro světové dědictví konaném v americkém Sante Fe v prosinci 1992 historické centrum Prahy, historické centrum Českého Krumlova a historické centrum Telče. Součástí celkové nominace byla i dílčí nominace státního hradu Karlštejna, kterou Výbor pro světové dědictví odmítl. Po vzniku samostatné České republiky přešly všechny tři památky na nový stát.

## Hmotné dědictví
V Úmluvě o ochraně světového kulturního a přírodního dědictví vystupují dva pojmy světového dědictví: 

### Kulturní dědictví
Za kulturní dědictví jsou považovány památky takové, jež mají vynikající univerzální hodnotu z hlediska dějin, umění či vědy, ale také hlediska estetického, etnologického či antropologického. Zahrnuje stopy lidské činnosti ve fyzickém prostředí, čili památky, jako jsou architektonická díla, díla monumentálního sochařství a malířství, prvky či struktury archeologické povahy, nápisy či jeskynní obydlí. Kulturní dědictví je tedy hmatatelným zdrojem informací o životě a činnosti lidí a historickém vývoji řemesel, technologií a umění a zároveň zdrojem emocionálních a estetických prožitků člověka.

### Přírodnídědictví
Za přírodní dědictví jsou považovány památky takové, jež mají vynikající univerzální hodnotu z hlediska estetického, vědy či péče o zachování přírody nebo přírodní krásy. Zahrnuje přírodní jevy tvořené fyzickými a biologickými útvary nebo skupinami takových útvarů, geologické a geomorfologické útvary a přesně vymezené oblasti, které tvoří místo přirozeného výskytu ohrožených druhů zvířat a rostlin a přírodní lokality či přesně vymezené přírodní oblasti.
Tento seznam obsahuje souhrn hmotných památek pod ochranou UNESCO na území České republiky:
| Pořadí | Název památky | Fotografie                                    | Popis |
| ------ | --- | --------------------------------------------- | --- |
| 1.     | Historické centrum Prahy zapsáno 1992 Rozšíření: - zámecký park Průhonice - zapsáno 2010 Ref. whc: 616 | Historické centrum Prahy                      | Praha je českou historickou metropolí a jedním z nejkrásnějších měst Evropy, v jehož vnitřní zástavbě se mísí veškeré architektonické slohy. Památkou zapsanou na listinu světového dědictví je mj. Pražský hrad, který je největším hradním komplexem na světě. Od roku 2010 je součástí seznamu světového dědictví také zámecký park v Průhonicích. |
| 2.     | Historické centrum Českého Krumlova zapsáno 1992 Ref. whc: 617 | historické centrum Českého Krumlova           | Středověké centrum města Český Krumlov, které obklopuje meandry Vltavy, tvoří s rozsáhlým areálem hradu a zámku jedinečný soubor městské zástavby. Krumlovský státní hrad a zámek je hned druhým největším hradním komplexem v Česku, který se pyšní zejména jedním z mála dochovaných barokních divadel. Dále na západ navazuje jízdárna a zámecký park v pozdně barokní úpravě s kaskádovou fontánou z poloviny 18. století a letohrádkem Bellarie. |
| 3.     | Historické centrum Telče zapsáno 1992 Ref. whc: 621 | Historické centrum Telče                      | Historické jádro města Telč patří k nejcennějším městským památkovým rezervacím na Moravě. Dominantou a také nejvýznamnější architektonickou památkou města je renesanční telčský zámek, na nějž navazuje Vnitřní Město. Na památkové hodnotě města se podílí i předměstí zvané Staré Město, jehož historická část je soustředěna v okolí kostela Matky Boží. |
| 4.     | Poutní kostel svatého Jana Nepomuckého na Zelené hoře zapsáno 1994 Ref. whc: 690 | Poutní kostel svatého Jana Nepomuckého        | Poutní kostel svatého Jana Nepomuckého patří mezi nejvýznamnější stavby barokního stavitele Jana Blažeje Santiniho-Aichela. Kostel byl postaven ve slohu barokní gotiky v letech 1719–1722 na travnatém vršku Zelená hora u Žďáru nad Sázavou. |
| 5.     | Historické centrum Kutné Hory s chrámem sv. Barbory a kostelem Nanebevzetí Panny Marie v Sedlci zapsáno 1995 Ref. whc: 732 | Chrám svaté Barbory                           | Kutná Hora je královské město, pokladnice českých králů, jež proslulo těžbou stříbra. Na seznam památek je zapsáno historické jádro Kutné hory s pozdně gotickým chrámem svaté Barbory a katedrálou Nanebevzetí Panny Marie a svatého Jana Křtitele v Sedlci. Historické jádro Kutné hory tvoří další významné stavby jako např. Hrádek, Vlašský dvůr, Kamenný dům, kostel sv. Jakuba , Jezuitská kolej či klášter řádu svaté Voršily. |
| 6.     | Lednicko-valtický areál zapsáno 1996 Ref. whc: 763 | Zámek Lednice                                 | Lednicko-valtický areál tvoří krajinný celek o rozloze 283,09 km2 v okrese Břeclav. Tato oblast na pomezí Moravy a Dolního Rakouska byla v průběhu 18. a 19. století knížecím rodem Lichtenštejnů zformována do podoby přírodního parku. Kromě dvou zámků v obcích Valtice a Lednice (obce jsou spojeny Bezručovou alejí z roku 1715) jsou zde významnými krajinotvornými celky uměle vysázený Boří les a Lednické rybníky. Areál zahrnuje také část lužního lesa při řece Dyji jižně od Břeclavi a doplňuje jej řada menších staveb, ať už lednický minaret, kolonáda na Rajstně apod. |
| 7.     | Zámek se zahradami v Kroměříži zapsáno 1998 Ref. whc: 860 | Arcibiskupský zámek Kroměříž                  | Arcibiskupský zámek Kroměříž postavený ve slohu raného baroka a k němu přiléhající Podzámecká zahrada a Květná zahrada v západní části města jsou jedny z nejvýznamnějších památek Kroměříže. |
| 8.     | Vesnická památková rezervace v Holašovicích zapsáno 1998 Ref. whc: 861 | Holašovice                                    | Vesnická památková rezervace v Holašovicích představuje soubor lidové architektury vyznačující se středověkým systémem řazení obytných budov a architektonickým stylem tvořeným štukovým dekorem, tzv. selským barokem. V rezervaci je 23 památkově chráněných usedlostí, které utvářejí ucelený památkový soubor, včetně chlévů, stodol, maštalí, sýpek, ohrazení a studny s dřevěnou pístovou pumpou. |
| 9.     | Zámek v Litomyšli zapsáno 1999 Ref. whc: 901 | Holašovice                                    | Světově výjimečný význam byl ve městě Litomyšli přiznán renesančnímu zámku se skvostnou sgrafitovou výzdobou fasád, stejně jako jeho přilehlému zámeckému areálu ze 2. poloviny 16. století se zachovalými hospodářskými budovami a zámeckou zahradou. |
| 10.    | Sloup Nejsvětější Trojice v Olomouci zapsáno 2000 Ref. whc: 859 | Sloup Nejsvětější Trojice v Olomouci          | Sloup Nejsvětější Trojice v Olomouci je monument postavený ke slávě Boží v letech 1716–1754. Jeho hlavním účelem byla okázalá oslava katolické církve a víry, částečně vyvolaná pocitem vděčnosti za ukončení moru, který na Moravě udeřil v letech 1714–1716. Vzhledem k okolnosti, že všichni umělečtí a řemeslní mistři, kteří na sloupu pracovali, byli olomouckými občany, byla stavba sloupu rovněž chápána jako výraz lokálního patriotismu. Sloup vysoký 35 metrů představuje nejvyšší sousoší Česka a jeho součástí je i malá kaple. |
| 11.    | Vila Tugendhat zapsáno 2001 Ref. whc: 1052 |                                               | Vila Tugendhat v Brně je nejznámější evropskou vilou architekta Ludwiga van der Rohe. Byla postavena v letech 1929–1930. Vila má celkem tři úrovně, prvním je hlavní podlaží, kde se nachází vstupní, společenská a pracovní místnost a jídelna. Další úrovní je suterén, kde je prádelna, sklady, fotokomora a kotel, a třetí úroveň představuje horní podlaží, kde je umístěna ložnice, pokoje dětí a chůvy. Součástí vily je rovněž zahrada. |
| 12.    | Třebíčská židovská čtvrť, židovský hřbitov v Třebíči, bazilika svatého Prokopa zapsáno 2003 Rozšíření: - zámek Třebíč - zapsáno 2018 Ref. whc: 1078 | Bazilika svatého Prokopa                      | Součástí světového dědictví se v historickém centru Třebíče stala židovská čtvrť a bazilika svatého Prokopa. Uvnitř baziliky, zasvěcené původně Panně Marii, se nachází zhruba 700 let stará krypta s původní výdřevou stropu. V letech 1924–1935 nechal interiér baziliky přebudovat Kamil Hilbert. V židovské čtvrti se nachází radnice, škola, chudobinec a velké synagogy – Přední a Zadní synagoga. V Třebíči se nachází i původní židovský hřbitov ze 17. století (byl vybudován již roku 1631), jenž má na 3 000 kamenných náhrobků. Součástí hřbitova je obřadní síň z roku 1903. V roce 2018 byla památková ochrana rozšířena také na zámek. |
| 13.    | Hornická krajina Erzgebirge/Krušnohoří zapsáno 2019 součást nadnárodní sériové památky (společně s Německem) Ref. whc: 1478 českou stranu statku reprezentují: - Hornická kulturní krajina Jáchymov - Hornická kulturní krajina Abertamy – Horní Blatná – Boží Dar - Hornická kulturní krajina vrchu Mědník - Hornická kulturní krajina Krupka - Rudá věž smrti. | Portál štoly Johannes u Zlatého Kopce         | Hornická krajina v prostředí Krušných hor je výsledkem více než 800 let starého utváření dnes již historické průmyslové kulturní krajiny, která se nachází v příhraniční oblasti mezi Saskem a severními Čechami. Tento region, podávající jedinečné svědectví o vlivu české a saské těžby rud pro rozvoj důlních a dalších souvisejících technologií, byl centrem, odkud se šířily významné vynálezy a hornické inovace do celé Evropy a potažmo celého světa. Hornický region tvoří 22 oblastí, z nichž 17 se nachází na území Saska a pět v českém Krušnohoří. |
| 14.    | Národní hřebčín Kladruby nad Labem zapsáno 2019 Ref. whc: 1589 | Národní hřebčín Kladruby nad Labem            | Národní hřebčín Kladruby nad Labem byl na seznam světového dědictví zapsán díky své přes 400 let trvající tradici chovu koní vyšlechtěných speciálně pro ceremoniální kočárovou službu na panovnických dvorech. Hřebčín je chovnou stanicí běloušů českého plemene starokladrubských koní. Chovu koní se v Kladrubech nad Labem věnovali již od konce 15. století Pernštejnové. Součástí tehdejšího panství byla i obora, kterou Maxmilián II. dostal darem od českých stavů v roce 1560 a později zde vybudoval hřebčinec, kterému pakRudolf II. udělil statut císařského dvorního hřebčína. Hřebčín se všemi budovami postavenými v empírovém stylu, včetně budovy ustájení, Josefovského dvora, zámku a kostela sv. Václava a Leopolda, tvoří jeden uzavřený celek. |
| 15.    | Západočeský lázeňský trojúhelník: Františkovy Lázně, Karlovy Vary a Mariánské Lázně zapsáno 2021 součást nadnárodní sériové památky Slavná lázeňská města Evropy(společně s Belgií, Francií, Itálií, Německem, Rakouskem a Velkou Británií) Ref. whc: 1613 | Kolonáda Maxima Gorkého v Mariánských Lázních | Nadnárodní areál zahrnuje 11 měst v sedmi evropských zemích, která se vyvíjela kolem přírodních pramenů minerálních vod. Vydávají svědectví o mezinárodní evropské lázeňské kultuře, která se vyvinula od počátku 18. století do třicátých let 20. století, což vedlo ke vzniku velkých mezinárodních letovisek, která ovlivnila městskou typologii kolem souborů lázeňských budov. Charakteristickým rysem tohoto fenoménu je kombinace lázeňských a léčebných procedur v interiéru i exteriéru s pestrou nabídkou možností k trávení volného času, což se odrazilo i ve specifické podobě lázeňských měst a jejich architektuře. Soubory lázeňských budov zahrnující lázeňské domy, zřídelní pavilony, pitné haly či kolonády doplňují společenské domy, kasina, divadla a další kulturní zařízení a vše je začleněno do krajinného prostředí s vývěry minerálních pramenů, s parky, zahradami, promenádami a sportovišti. Společně tato místa ztělesňují významnou výměnu lidských hodnot a vývoj v medicíně, vědě a balneologii. Všechny tyto soubory jsou integrovány do celkového městského kontextu, který zahrnuje pečlivě řízené rekreační a terapeutické prostředí v malebné krajině. |
| 16.    | Jizerskohorské bučiny zapsáno 2021 součást nadnárodní sériové památkyPůvodní bukové lesy Karpat a dalších oblastí Evropy (zapsáno již 2007) Ref. whc: 1133 | Jizerskohorské bučiny                         | Zachovalé bučiny v různých oblastech Evropy od Pyrenejí po Černé moře zahrnují příklady mírných lesů, které demonstrují proces postglaciální expanze buku evropského z několika izolovaných útočišť v Alpách, Karpatech, Dinárských horách, Středomoří a Pyrenejích. Představují vynikající příklad relativně nerušených mírných lesů a vykazují široké spektrum komplexních ekologických vzorců a procesů v čistých i smíšených porostech buku evropského v odlišných prostředích. |
| 17.    | Žatec a krajina žateckého chmele zapsáno 2023 Ref. whc: 1558 | Žatec                                         | Tato kulturní krajina byla po staletí utvářena živoucí tradicí pěstování a obchodování s nejproslulejší světovou odrůdou chmele, která se používá při výrobě piva po celém světě. Součástí žatecké krajiny jsou zvláště úrodné chmelnice u řeky Ohře, které jsou nepřetržitě obhospodařovány již stovky let, dále historické obce a objekty sloužící ke zpracování chmele. Nejvýraznějším urbanistickým prvkem krajiny je středověké centrum Žatce a jeho průmyslové rozšíření z 19. až 20. století, známé jako Pražské předměstí. Tyto společně ilustrují vývoj zemědělsko-průmyslových procesů a socioekonomického systému pěstování, sušení, certifikace a obchodování s chmelem od pozdního středověku do současnosti. |

## Nehmotné dědictví
Prohlášení mistrovských děl ústního a nehmotného dědictví lidstva bylo učiněno generálním ředitelem UNESCO v roce 2001 z důvodu uvědomění si, že existují i nehmotné kulturní památky a že je nutné pomoci místním obyvatelům s ochranou těchto děl a k zachování těch místních lidí, kteří znají tyto formy kulturního vyjádření.
Na základě Úmluvy o zachování nemateriálního kulturního dědictví se „nemateriálním” kulturním dědictvím rozumí zkušenosti, znázornění, vyjádření, znalosti, dovednosti, jakož i nástroje, předměty, artefakty a kulturní prostory s nimi související, které společenství, skupiny a v některých případech též jednotlivci považují za součást svého kulturního dědictví. Toto nemateriální kulturní dědictví, předávané z generace na generaci, je společenstvími a skupinami lidí neustále přetvářeno v závislosti na jejich prostředí, na jejich interakci s přírodou a na jejich historii, dává jim pocit identity a kontinuity, podporuje takto úctu ke kulturní rozmanitosti a lidské tvořivosti.
Tento seznam obsahuje souhrn nemateriálních památek pod ochranou UNESCO na území České republiky:
| Pořadí | Památka | Fotografie             | Popis |
| ------ | --- | ---------------------- | --- |
| 1.     | Verbuňk zapsáno 2005 |                        | Mužský lidový tanec ze Slovácka skočného charakteru. Je tancem improvizovaným, který není vázán přesnými choreografickými pravidly. Jeho neodmyslitelnou součástí je předzpěv taneční písně. |
| 2.     | Masopustní průvody s maskami na Hlinecku zapsáno 2010 | Masopustní masky       | Pravděpodobně ještě předkřesťanská tradice vesnických masopustních obchůzek, průvod vede strakatý se ženuškou a obcházejí celou vesnici podle předem daného pořadí. Masopustní masky mají svoji tradiční podobu a funkci, za masky se většinou převlékají muži.                                                                                              |
| 3.     | Sokolnictví zapsáno 2010 součást nadnárodní sériové památky (společně s Rakouskem, Belgií, Chorvatskem, Francií, Německem, Maďarskem, Irskem, Itálií, Kazachstánem, Jižní Koreou, Kyrgyzstánem, Mongolskem, Nizozemskem, Marokem, Pákistánem, Polskem, Portugalskem, Katarem, Saúdskou Arábií, Slovenskem, Španělskem, Sýrií, Spojenými arabskými emiráty) | Sokolnictví            | Tradiční způsob lovu s pomocí cvičených dravých ptáků v přirozeném prostředí. |
| 4.     | Jízda králů zapsáno 2011 | Jízda králů            | Lidová slavnost (obyčej) s obřadním průvodem známá dnes již pouze ze Slovácka a Hané doposud neznámého původu, spojená povětšinou s tradičním křesťanským svátkem. |
| 5.     | Loutkářství zapsáno 2016 součást nadnárodní sériové památky (společně se Slovenskem) | Loutkářství            | Tradiční forma performativního umění za pomocí dřevěných marionet. Marionetové divadlo je v českém prostředí neodmyslitelně spojeno také s profesionální i lidovou výtvarnou tvorbou zahrnující řezbu, omalování, kostýmování loutek, malbu dekorací apod.                                                                                                   |
| 6.     | Modrotisk zapsáno 2018 součást nadnárodní sériové památky (společně se Slovenskem, Německem, Rakouskem a Maďarskem) | Modrotisk              | Textilní tiskařská technika barvení přírodním indigem. V České republice dosud existují dvě rodinné dílny, které zajišťují modrotiskovou výrobu – Modrotisková dílna firmy Arimo ve Strážnici a Modrotisk Danzinger v Olešnici na Moravě. |
| 7.     | Ruční výroba vánočních ozdob z foukaných skleněných perel zapsáno 2020 | Výroba vánočních ozdob | Tradiční krkonošská výroba vánočních ozdob. Nositelem řemesla je rodinná dílna Rautis v Poniklé a venkovští foukači perlí a navlékači, kteří s dílnou spolupracují a společně vytvářejí osobité vánoční ozdoby. |
| 8.     | Vorařství zapsáno 2022 součást nadnárodní sériové památky (společně s Polskem, Lotyšskem, Německem, Rakouskem a Španělskem) | Vorařství              | Starobylá tradice spojená se stavbou vorů a jejich plavením po řekách. I když voroplavba jako komerční doprava v souvislosti se stavbou přehrad zanikla, tradice spojené s ní jsou stále živé a předávané mladším generacím. |
| 9.     | Ruční výroba skla zapsáno 2023 součást nadnárodní sériové památky (společně s Finskem, Francií, Německem, Maďarskem a Španělskem) | Ruční výroba skla      | Česká sklářská výroba na rozdíl od jiných zemí zahrnuje všechny tradiční techniky výroby skla – společně s přípravou a výrobou sklářské suroviny je to také foukání, práce u karhanu, vinutí perel, výroba trubiček, bižuterních tyčinek a dalších komponent, či studené techniky, jako jsou broušení, rytí nebo zlacení skla i zbroušení, malování a další. |

## Indikativní seznam
Indikativní seznam je soupis lokalit kulturního anebo přírodního dědictví, o nichž se smluvní stát Úmluvy o světovém dědictví domnívá, že vykazují potenciální výjimečnou světovou hodnotu pro lidstvo, a jsou proto vhodné pro nominaci k zápisu na Seznam světového dědictví. Lokalita musí být na Indikativním seznamu smluvního státu zařazena nejméně jeden rok, než může být nominována na Seznam světového dědictví. Zařazení na Indikativní seznam neznamená, že lokalita v návazných procesech automaticky získá status světového dědictví. Indikativní seznam zároveň poskytuje nástroj pro plánování nominací a propagaci výjimečného přírodního a kulturního dědictví daného státu a pomáhá Výboru pro světové dědictví posoudit kontext, na jehož základě jsou podávány konkrétní nominace daného státu. Památky na Indikativním seznamu mohou být daným státem kdykoli přidány, odstraněny nebo aktualizovány.
V současné době jsou na českém indikativním seznamu tyto položky:
| Pořadí | Památka | Fotografie                      | Popis |
| ------ | --- | ------------------------------- | --- |
| 1.     | Skalní města Českého ráje evidováno od 2001 Ref.: 1511 | Prachovské skály                | Český ráj je nejstarší chráněnou krajinnou oblastí v Česku (1955). V roce 2005 byl Český ráj přijat do evropské sítě geoparků UNESCO. Součástí CHKO jsou pískovcové skály (Prachovské skály, Hruboskalské skalní město, Příhrazské skály, Suché skály, Klokočské skály), ale i hrady (Kost, Hrubá Skála, Valdštejn, Valečov, Trosky, Drábské světničky), Muzeum Českého ráje v Jičíně, Dlaskův statek, údolí Plakánek a Drábovna. |
| 2.     | Třeboňské rybníkářské dědictví evidováno od 2001 Ref.: 1509 | Rožmberk                        | Velkolepé rybníky na Třeboňsku, z nichž největší jsou ty v soustavě napájené Zlatou stokou (Svět, Rožmberk, Bezdrev), budí dodnes obdiv k odvaze jejich zakladatelů, Štěpánka Netolického a Jakuba Krčína. Centrem malebného kraje rybníků je historické a lázeňské město Třeboň, které dosáhlo největšího rozmachu v 16. a na počátku 17. století, zejména za vlády posledních Rožmberků. |
| 3.     | Renesanční domy ve Slavonicích evidováno od 2001 Ref.: 1507 | Slavonice                       | Ve městě Slavonicích se nachází početný soubor měšťanských domů, jež jsou zachovány v původní gotické hloubkové parcelaci, s vnějším architektonickým výrazem odpovídajícím výtvarnému pojetí renesance, a to převážně z období po požáru města v roce 1530. |
| 4.     | Rozšíření světové památky Historické centrum Prahy o další významné památky v jeho okolí evidováno od 2001 Ref.: 1565 | Müllerova vila                  | Jedná se o soubor vytipovaných významných pražských památek mimo historické jádro města Prahy, u nichž panuje snaha o připsání k pražské světové památce. Jsou jimi: Müllerova vila – jedna z nejvýznamnějších meziválečných staveb Adolfa Loose, který zde zde originálně propojil principy modernismu a vlastního konceptu prostoru, dále Břevnovský klášter – nejstarší český mužský klášter založený již roku 993, a renesanční Letohrádek Hvězda – někdejší lovecký letohrádek v oboře Hvězda na unikátním půdorysu šesticípé hvězdy nedaleko bojiště Bílé Hory.                                                    |
| 5.     | Hrad Karlštejn evidováno od 2001 Ref.: 1564 |                                 | Hrad Karlštejn je jedním z nejnavštěvovanějších hradů Česka. Nechal jej vybudovat a vyzdobit římský císař Karel IV. v polovině 14. století. K nejcennějším prostorám hradu patří Kaple svatého Kříže s dochovanou největší portrétní galerií gotické deskové malby (cca 129 obrazů) situované na jednom místě na světě. Ačkoliv hrad prošel ke konci 19. století puristickou přestavbou, zůstal díky ní zachován a je tak výsledkem dobových názorů na restaurování architektonických památek. Hrad byl již v minulosti neúspěšně nominován hned s prvním českým zápisem v roce 1992.                                    |
| 6.     | Betlém v Novém lese u Kuksu evidováno od 2001 Ref.: 1563 | Betlém u Kuksu                  | Uprostřed přírody, v Novém lese u Kuksu, vytesal v letech 1718–1732 přední sochař českého baroka Matyáš Bernard Braun se svou dílnou přímo do rostlých pískovcových skal sousoší, sochy svatých poustevníků, biblické scény a výjevy ze života svatých. |
| 7.     | Lázně v Luhačovicích Rozšíření nadnárodní světové památky Slavná lázeňská města Evropy o další českou nominaci evidováno od 2001 Ref.: 1562                                                                                | Luhačovice, Sluneční lázně      | Luhačovice jsou největší moravské lázně, s tradicí využívání minerálních vod od 17. století. Hlavní výtvarný výraz současných lázní určují stavby Dušana Jurkoviče, který zde v krátkém období (1901–1903) vytvořil soubor lázeňských objektů inspirovaných lidovými stavbami karpatské oblasti a secesním dekorativismem. Ústřední stavbou je tzv. Jurkovičův (původně Janův) dům. |
| 8.     | Pevnostní město Terezín evidováno od 2001 Ref.: 1561 | Terezín                         | Pevnostní město Terezín, založené v roce 1780 spolu s Josefovem ležícím ve východních Čechách, představuje celistvě dochovaný příklad vrcholného umění racionálního vojenského stavitelství. Během II. světové války zde nacisté zřídili židovské ghetto a věznici. |
| 9.     | Industriální soubory v Ostravě evidováno od 2001 Ref.: 1560 | Dolní Vítkovice                 | Areál Dolních Vítkovic představuje impozantní komplex se zakonzervovanými uhelnými doly, koksovnami, vysokými pecemi a kompletní dochovanou technologií výroby železa a oceli. |
| 10.    | Památky Velké Moravy: Slovanské hradiště v Mikulčicích a kostel sv. Margity Antiochijské v Kopčanech evidováno od 2001 nadnárodní nominace (společně se Slovenskem) Ref.: 1559                                             | Kopčany                         | Původně románský, později goticky upravený kostel vznikl pravděpodobně již v 9. století a je jediným zachovaným velkomoravským kostelem na světě. |
| 11.    | Horský hotel a vysílač na Ještědu evidováno od 2007 Ref.: 5152 | Ještěd                          | Ještěd je jedinečná stavba tyčící se nad stejnojmennou horou nad městem Liberec. Televizní vysílač spojený s hotelem byl postaven v letech 1966–1973. Autor projektu Karel Hubáček za něj obdržel cenu Augusta Perreta. |
| 12.    | Kostel Nejsvětějšího Srdce Páně v Praze na Vinohradech evidováno mezi 2012–2018 zrušená položka součást nadnárodní nominace Nadčasová humanistická architektura Jože Plečnika v Lublani a v Praze (společně se Slovinskem) | Kostel Nejsvětějšího Srdce Páně | Za Česko se ve společném projektu se Slovinskem o nominaci ucházel kostel Nejsvětějšího Srdce Páně v Praze na Vinohradech. Po dohodě s českými partnery však slovinské ministerstvo kultury požádalo v roce 2017 poradní orgán Výboru pro světové dědictví, Mezinárodní radu pro památky a sídla (ICOMOS) o konzultace o podobě nominace. Nakonec se Slovinci roku 2018 po šestileté přípravě nominace rozhodli na doporučení expertů připravit jen nominaci národní – Plečnikovo architektonické a urbanistické dílo v Lublani, která má mít podle odborníků větší šanci na úspěch.                                     |
| 13.    | Stará čistírna odpadních vod v Praze - Bubenči evidováno od 2020 Ref.: 6485 | Praha, Bubeneč, Stará čistírna  | Tato cenná technická památka se nachází v Praze-Bubenči. Stavba vybudovaná v letech 1901–1906 poskytuje svědectví nejen o vodním hospodářství, ale i o architektuře a technologiích používaných na počátku 20. století. Zároveň je dokladem ekologického přístupu k problematice. Autorem návrhu moderní pražské kanalizace je Brit Sir William Heerlein Lindley, který působil i v dalších evropských městech. Čistírna byla v provozu do roku 1967. |
| 14.    | Ruční papírna ve Velkých Losinách evidováno od 2024 součást nominace nadnárodní světové památky Evropské ruční papírny (společně s Polskem, Německem, Španělskem a Itálií) Ref.: 6757                                      | Papírna Velké Losiny            | Ruční papírna ve Velkých Losinách na Šumpersku uchovává přes 420 let dlouhou tradici výroby archů papíru na bázi textilních vláken. Je to jediná funkční manufaktura tohoto druhu ve střední Evropě. Kromě své hodnoty, technické a historické, je pozoruhodná také jako architektonický barokně-klasicistní celek z 18. a 19. století, kdy zažívala největší prosperitu. Manufakturu dal vybudovat na konci 16. století Jan mladší ze Žerotína. Jedná se o společnou nominaci s Polskem (papírna Duszniky-Zdrój), Německem (papírna Zwonitz a Homburk), Španělskem (papírna Capellades) a Itálií (papírna Pietrabuona). |